# 屈氏大宗祠
屈氏大宗祠，位于中国广东省广州市番禺区化龙镇莘汀村头，现为广州市文物保护单位，类型为古建筑，公布时间为2002年7月。
屈氏大宗祠的历史年代为清代。